# Dumraon
Dumraon là một thành phố và khu đô thị của quận Buxar thuộc bang Bihar, Ấn Độ.

## Địa lý
Dumraon có vị trí 25°33′B 84°09′Đ / 25,55°B 84,15°Đ Nó có độ cao trung bình là 61 mét (200 feet).

## Nhân khẩu
Theo điều tra dân số năm 2001 của Ấn Độ, Dumraon có dân số 45.796 người. Phái nam chiếm 53% tổng số dân và phái nữ chiếm 47%. Dumraon có tỷ lệ 54% biết đọc biết viết, thấp hơn tỷ lệ trung bình toàn quốc là 59,5%: tỷ lệ cho phái nam là 64%, và tỷ lệ cho phái nữ là 43%. Tại Dumraon, 17% dân số nhỏ hơn 6 tuổi.